# クロウ・ブレイン
クロウ・ブレイン（くろうぶれいん）は、東一眞による日本の推理小説。

## 概要
第19回『このミステリーがすごい!』大賞の隠し玉として2021年3月4日に宝島社より出版。